# Le Mont Saint Michel (Kleidung)

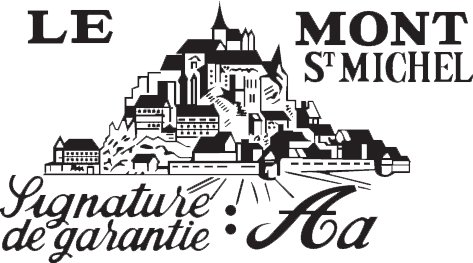
Logo der Marke Le Mont Saint Michel

Le Mont Saint Michel ist eine französische Bekleidungsmarke, die sich auf Arbeitskleidung und Strickwaren spezialisiert hat.

## Geschichte
1913 wurde die Arbeitsbekleidungsmarke Le Mont Saint Michel von der Familie Ariès gegründet. Die Werkstatt befand sich damals in Pontorson, nur wenige Kilometer von der berühmten Abtei Le Mont-Saint-Michel entfernt, von der der Name der Marke abgeleitet wurde. Ihre Arbeitsjacke kleidete in der ersten Hälfte des 20. Jahrhunderts die Bauern und Handwerker im Westen Frankreichs und wurde so zu einer Ikone französischer Arbeitskleidung.
Die Marke zeichnete sich ihrem Selbstverständnis nach seit ihrer Gründung durch die Qualität und Langlebigkeit ihrer Kleidung aus, was sich auch in den Slogans der Zeit widerspiegelt: „Misstrauen Sie den Nachahmungen!“, „Dreimal mehr Gebrauch“ oder „Die besten Kleidungsstücke“.
Als eine der wenigen Marken profitierte sie von Werbung, die auf die Giebel von Häusern gemalt wurde, insbesondere in der Bretagne; bis zur Mitte des Jahrhunderts waren über 1000 Wände bemalt. Das gelbe Logo mit der Silhouette des Mont-Saint-Michel erlangte hohen Bekanntheitsgrad.
Die Familie Ariès musste Konkurs anmelden und die Firma Le Mont Saint Michel schloss Ende der 1970er Jahre; die Marke blieb fast 20 Jahre lang ungenutzt, bevor sie 1998 von Alexandre Milan gekauft wurde-.
Dies brachte ein neues Know-how mit sich, nämlich das der Maschenware, die seit vier Generationen in der Familie Milans weitergegeben wurde. Seine Familie hatte 1919 die Tricotages de l'Aa gegründet, eine Maschenfabrik, die während des 20. Jahrhunderts für den Einzelhandel und die Modebranche produzierte, etwa für Agnès b, Gérard Darel usw. Alexandre Milan wurde selbst von seiner Familie im Strickdesign wie auch in den verschiedenen Textiltechniken ausgebildet. Nachdem das Unternehmen Tricotages de l'Aa mit Sitz in Louvigné-du-Désert in Ille-et-Vilaine im Jahr 2000 Insolvenz beantragt hatte, wurde es am 20. Februar 2002 gerichtlich aufgelöst.
Ab Mitte der 2000er Jahre wurde die Marke Le mont Saint Michel wiederbelebt. Die Arbeitskleidung, die bei der Entstehung der Marke im Jahr 1913 geschaffen wurde, wird immer noch fast identisch hergestellt; aber die Marke orientiert sich vor allem an alltäglicherer Kleidung, die mehr mit der Mode verbunden ist.
Die Marke wird von der Firma Trade & Factory betrieben und die Produktion erfolgt überwiegend in Frankreich